# 경북자연과학고등학교
경북자연과학고등학교(慶北自然科學高等學校)는 대한민국 경상북도 상주시 공성면 산현리에 있는 사립 고등학교이다.

## 학교 연혁
- 1951년 3월 1일 : 용운중학교 설립
- 1966년 11월 17일 : 용운실업고등학교 설립인가, 초대 교장 석희관 선생 취임
- 1967년 3월 4일 : 용운실업고등학교 개교
- 1973년 9월 17일 : 용운고등학교로 교명 변경
- 1996년 11월 13일 : 기숙사(333평) 신축
- 2000년 1월 7일 : 체육실(89평) 신축
- 2000년 1월 10일 : 급식소(95평) 신축
- 2000년 11월 30일 : 도서실, 과학실 증축
- 2009년 10월 31일 : 운동장 잔디구장 조성
- 2010년 2월 22일 : 다목적 강당 신축
- 2010년 3월 1일 : 특성화고등학교 지정 및 마필관리과 신설
- 2011년 3월 2일 : 특수학급 인가
- 2012년 9월 1일 : 천마관(2353.15m2) 개관식
- 2014년 8월 12일 : 제2기숙사 신축
- 2019년 2월 1일 : 말사육기계이용실습실 증축
- 2021년 2월 1일 : 반려동물관 실습실 증축
- 2021년 3월 1일 : 교명 변경 경북자연과학고등학교
- 2021년 3월 1일 : 제5대 이사장 김봉교 취임
- 2023년 1월 5일 : 제54회 졸업식(50명)
- 2023년 3월 1일 : 제7대 교장 정재영 선생 취임
- 2023년 10월 18일 : 펫카페경영과 실습동 신축

## 설치 학과
- 말관리과
- 말산업과
- 반려동물복지과
- 반려동물미용과
- 펫카페경영과

## 참고 자료
- 경북자연과학고등학교 - 한국교육학술정보원 학교알리미